# Angraecum elephantinum
Angraecum elephantinum är en orkidéart som beskrevs av Rudolf Schlechter. Angraecum elephantinum ingår i släktet Angraecum och familjen orkidéer. Inga underarter finns listade i Catalogue of Life.